# Jevgenij Velichov
Jevgenij Pavlovič Velichov (rusky Евгений Павлович Велихов; 2. února 1935 Moskva – 5. prosince 2024) byl ruský fyzik, pedagog a veřejný činitel. 
Je vnukem železničního stavitele Pavla Velichova. V roce 1958 absolvoval fyzikální fakultu Lomonosovovy univerzity, kde v roce 1964 získal doktorát a v roce 1968 profesuru. Zaměřil se na fyziku plazmatu a na elektrotechniku, zabýval se výzkumem laserů a magnetohydrodynamických generátorů. Publikoval více než 200 vědeckých prací a podílel se na objevu elektrotermální nestability. Od roku 1961 pracoval v Kurčatovově institutu, v letech 1988–2015 byl jeho ředitelem a od té doby zastává funkci čestného prezidenta. Založil fakultu energetiky na Moskevském fyzikálně-technickém institutu a v letech 1976–1986 byl jejím děkanem. Od roku 1974 byl členem Akademie věd Sovětského svazu a od roku 1978 jejím místopředsedou, v letech 1991–1996 byl místopředsedou Ruské akademie věd. Byl jmenován do odborné komise pro likvidaci následků černobylské havárie a doprovázel Michaila Gorbačova na mezistátních jednáních o jaderném odzbrojení. Vedl mezinárodní program ITER (2010–2012).
Velichov byl členem ústředního výboru Komsomolu. V roce 1971 vstoupil do Komunistické strany Sovětského svazu a v roce 1989 byl zvolen do jejího ústředního výboru, členem strany byl až do jejího rozpuštění v roce 1991. V letech 1984–1989 byl poslancem Nejvyššího sovětu Sovětského svazu, byl také zvolen delegátem Sjezdu lidových poslanců. V letech 2005–2014 byl prvním tajemníkem Občanské komory, poradního sboru ruské vlády. Působil také v ruském pugwashském výboru a v dozorčí radě Gazpromu.
Byla mu udělena Státní cena SSSR (1977), Leninova cena (1984), titul Hrdina socialistické práce (1985), Řád Za zásluhy o vlast (2015) a Řád Alexandra Něvského (2024). Byl členem Národní strojírenské akademie Spojených států a Bulharské akademie věd a držitelem čestného doktorátu Londýnské univerzity a University of Notre Dame.